# Rock norvégien
Le rock norvégien désigne le rock interprété par des groupes et artistes norvégiens.

## Histoire

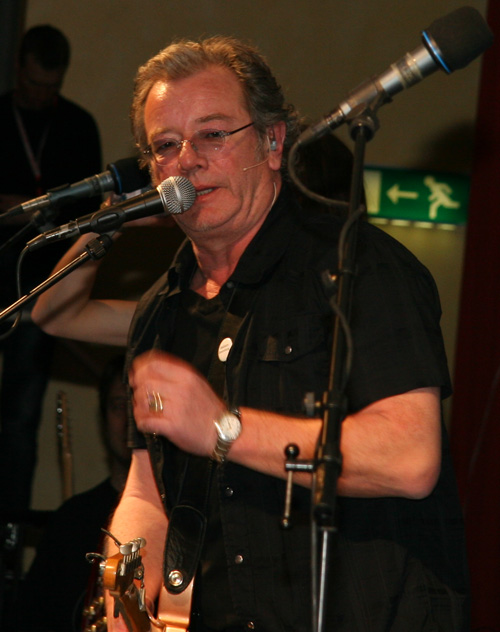
Åge Aleksandersen, pionnier du punk rock norvégien.

La Norvège a produit de nombreux groupes de rock célèbres dans le monde entier comme le groupe pop a-ha. La Norvège possède également sa propre scène de rock progressifn importanten qui débute en 1971, avec la sortie de Friendship de Junipher Greene qui est le premier double album norvégien. Des groupes progressifs comme Folque incorporent à leur musique des éléments de musique traditionnelle norvégienne. On peut également citer les groupes Ruphus et Høst.
Dans une autre mesure, la Norvège est l'un des pays révélant de nombreux artistes de la scène néo progressive tels que Airbag et Gazpacho. Le groupe Gartnerlosjen se crée dans les années 1980 et influence toute la décennie, exerçant un mélange entre le hard rock et l'humour, pour créer un nouveau genre connu sous le nom de Kyr Klump Klatt, c'est-à-dire « rock très drôle », qui sera très présent pendant les années 1980 et 1990.
Dans les années 2000, la scène rock est dominée par des groupes au succès internationaux comme Turbonegro, Gluecifer et Madrugada bien que d'autres groupes importants comme Bigbang ou Euroboys n'ont pas percé à l'étranger.

## Groupes et artistes
- Metal : Arcturus, Beyond Dawn, Borknagar, Burzum, Darkthrone, Dimmu Borgir, Emperor, Enslaved, Immortal, In the Woods..., Manes, Satyricon, Solefald, Spiral Architect, Tristania, Ulver
- Pop : Bel Canto, Biosphere, Kings of Convenience, M2M, Surferosa, Malice in Wonderland
- Garage rock : Gluecifer, Motorpsycho
- Rock alternatif : Kaizers Orchestra
- Punk rock : Turbonegro, Skambankt